# Колошино (Владимирская область)
Колошино — упразднённая деревня в Вязниковском районе Владимирской области России.

## География
Урочище находится в северо-восточной части области, в зоне хвойно-широколиственных лесов, в пределах Волжско-Окского междуречья, к югу от реки Тюряхи (левый приток реки Суворощь), к западу от автодороги 17Н-20, на расстоянии примерно 7 километров (по прямой) к юго-западу от города Вязники, административного центра района. Абсолютная высота — 120 метров над уровнем моря.

### Климат
Климат характеризуется как умеренно континентальный. Средняя температура воздуха самого холодного месяца (января) — −11,1 °C (абсолютный минимум — −48 °С), средняя максимальная температура воздуха (июля) — +23,3 °С (абсолютный максимум — +37 °С). Годовое количество атмосферных осадков составляет около 607 мм, из которых 413 мм выпадает в период с апреля по октябрь.

## История
В «Списке населенных мест Владимирской губернии по сведениям 1859 года» населённый пункт упомянут как удельная деревня Вязниковского уезда, расположенная в 9 верстах от уездного города. В деревне насчитывалось 17 дворов и проживало 143 человека (76 мужчин и 67 женщин).
По состоянию на 1905 год, в Колошине имелось 34 двора и проживало 202 человека. В административном отношении деревня входила в состав Нагуевской волости.
По данным 1926 года в деревне имелось 49 хозяйств (в том числе 45 крестьянских) и проживало 56 человек (105 мужчин и 127 женщин). Являлась частью Колошинского сельсовета Вязниковской волости.
На момент упразднения входила в состав Лукновского поссовета Вязниковского района. Упразднена решением облисполкома № 350 от 28 июня 1988 года как фактически не существующая.